# Los padecientes
Los padecientes es la tercera novela del argentino Gabriel Rolón. El libro es publicado por Editorial Planeta, escrito en octubre de 2010.

## Reseña
«Los padecientes.» Es una novela que trata de un crimen, una mujer que busca ayuda (Paula Vanussi) y un psícologo (Pablo Rouviot) movilizado por un objetivo, por más doloroso que sea, llegar a la verdad. A dos meses de su lanzamiento se transformó en el libro de ficción más vendido, transformándose en superventas. Cuenta con ediciones en Francia, México, Brasil, entre otros. El libro tiene una cubierta original y otra cubierta edición especial en 2013, tras la venta de más de 110.000 ejemplares.

## Adaptación al cine
En abril de 2017 se estrenó la versión cinematográfica del libro ( tráiler de la película). Gabriel Rolón formó parte en el proceso de adaptación del guion. Los padecientes está protagonizada por  Eugenia Suárez y Benjamín Vicuña.

## Galería
|                       |
| China Suárez en 2023. |

|                          |
| Benjamín Vicuña en 2009. |

|                        |
| Angela Torres en 2018. |

|                         |
| Justina Bustos en 2016. |

|                     |
| Pablo Rago en 2013. |